# Сеньория Руппин
Сеньория Руппин (нем. Herrschaft Ruppin) (также известно как графство Руппин) — существовавшее с 1214 по 1524 год государство в составе Священной Римской империи, управлявшееся графами Линдов-Руппин.

## История
Вендское славянское племя замчичи населяло территорию будущей сеньории как минимум с 948 года. Их политическим центром, вероятно, была расположенная на острове на озере Руппинер-Зе крепость Руппин. Кроме того, расположенный на северном берегу озера Бютзее Альтфризак мог представлять собой ещё один культовый центр. Крепостной вал Тресков располагался на западном берегу озера Руппинер.
После Вендского крестового похода 1147 года регион перешёл под власть Священной Римской империи, началось расселение немцев на восток. Около 1214 года территория между реками Темниц и Рин стала свободной имперской сеньорией правнука Альбрехта Медведя и графа из старинной рыцарской семьи (нем. Edelfrei) Гебхарда фон Арнштейна (р. 1180/1209 — ум. около 1256). Он является первым задокументированным правителем Руппина и основателем династии графов Линдов-Руппин, которые в свою очередь были прародителями графов Арнштейн и управляли сеньорией. Название Линдов-Руппин относится к сеньориям Руппин и Линдау (находилось в Анхальте).

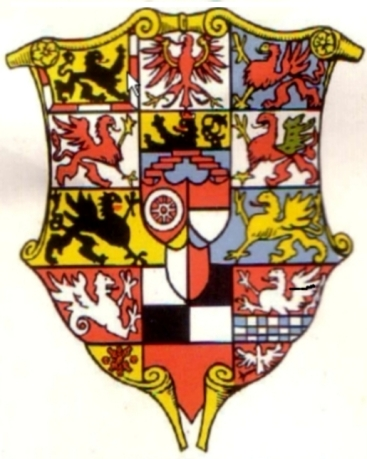
Герб маркграфа Брандербурга Альбрехта, в котором есть герб сеньории Руппин.

Из-за титула графа правящей династии Линдов-Руппин с конца XIII века сеньория также называлось графством, хотя им не являлась. На гербе сеньории, похожем на герб графов, был изображен серебряный орел на красном поле.
Вскоре после 1220 года Гебхард расширил свои владения на восток до границ земель Гранзее и Левенберг. Он расширил замок Руппин до Альт-Руппина в непосредственной близости от бывшего славянской крепости Руппин. Замок Вильдберг, вероятно, также находился в его владении. В пяти километрах к юго-западу от Руппина Гебхарт основал ставшее экономическим центром государства поселение Нойруппин, впервые упомянутое в 1238 году. Между 1230 и 1240 годами Гебхарт основал цистерцианский женский монастырь в Линдове. В 1246 году брат Гебхарда Вихман фон Арнштейн (р. около 1185 г. — ум. 1270 г.) основал доминиканский монастырь в Нойруппине и стал его первым настоятелем.
Нойруппин получил городской устав в 1256 году при Гюнтере I фон Линдове (р. около 1230 — ум. около 1284). В течение XIII века сеньория расширилась на север до линии Гольдбек-Райнсберг-Менц. В 1349 году земли Вустерхаузен и Гранзее стали феодальными владениями маркграфа Бранденбурга, после того как с 1317 года пребывали в залоге у графов Линдов-Руппин. В 1407 году Нойштадт стал частью владения Руппин.
Сеньория входила в состав Верхнесаксонского имперского округа., согласно императорскому матрикулу 1521 года должно было предоставить имперской армии трёх всадников, двенадцать пеших солдат и 42 гульдена
В 1524 году род Линдов-Руппин вымер, сеньория была взята курфюрстом Бранденбурга Иоахимом I Нестором как измученное земельное владение (нем. erledigtes Lehen). В 1541 году родственники последнего правившего графа Вихмана подали иск в имперский камеральный суд, который был отклонен в 1562 году.